# Gilbert Simondon

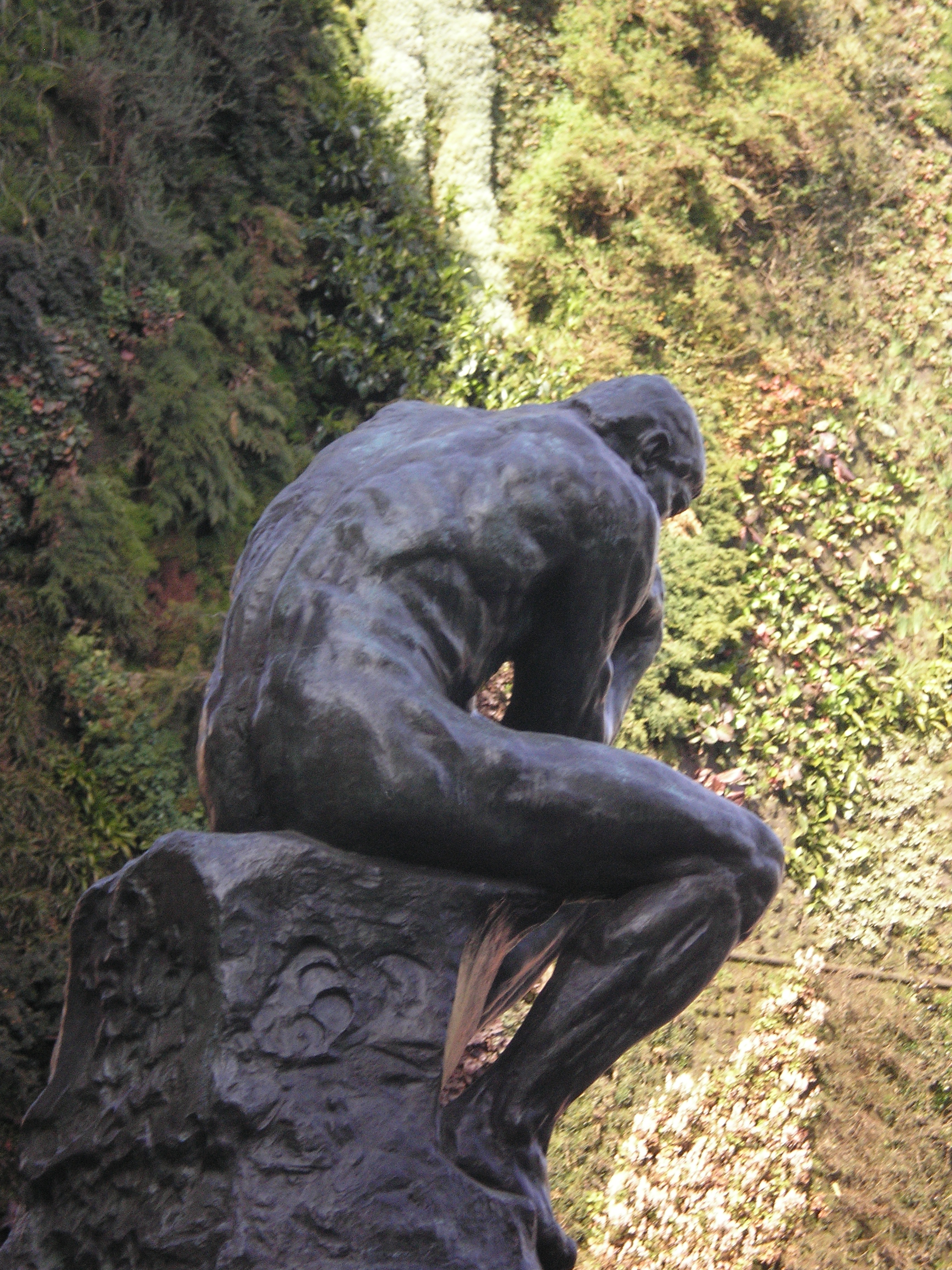
El pensador-Rodin-Caixaforum-4

Gilbert Simondon (2 d'octubre de 1924, Saint-Étienne, França - 7 de febrer de 1989, Palaiseau, França) va ser un filòsof francès, un dels més influents en l'estudi de les tècniques i tecnologies i conegut per la seva teoria de la individuació, font principal d'inspiració per Gilles Deleuze i avui dia, per a Bernard Stiegler.

## Biografia
Gilbert Simondon va realitzar els seus estudis secundaris en el liceu de Saint-Étienne. Posteriorment, prepara en el liceu Parc de Lió, el concurs per ingressar en l'École Normale Supérieure de París, on és admès el 1944. Allí, segueix els cursos de Martial Guéroult, Maurice Merleau-Ponty, Jean Hyppolite, George Canguilhem, Jean-Toussaint Desanti. Treballa com a docent en física i filosofia de forma simultània en el liceu de Descartes situat a la ciutat de Tours, fins que el 1958 defensa la seva tesi doctoral de l'Estat, que consisteix en dos treballs: La individuació a la llum de les nocions de forma i d'informació, treball que va ser publicat solament per parts, fins que en 2005, a causa de la repercussió del seu pensament es publica de forma completa, i "Sobre la manera d'existència dels objectes tècnics", el seu segon treball.
El 1955 comença a impartir classes en la Université de Poitiers fins que el 1963 és nomenat professor de la Sorbonne i a la Universitat de Paris V, on dirigeix durant 20 anys un laboratori de psicologia general i de tecnologia.
En els anys 80, ja retirat de l'ensenyament, és convidat per Jaques Derrida, a unir-se al col·legi Internacional de Filosofia. Simondon adverteix de l'exclusió a priori de "un pensament sobre la tècnica i de la religió" en els punts del programa, necessaris per poder refundar la Filosofia. El col·legi Internacional de Filosofia inclourà un temps més tard a la Filosofia de la Tècnica dins dels seus interessos.
L'obra de Simondon actualment desperta gran interès en els àmbits humanístics, a pesar que gran part del seu treball estigui consagrat a la física i a la biologia.

## Pensament
A partir del seu treball Gilbert Simondon s'endinsa en una ?zona fosca? del pensament occidental replantejant-se i dissolent les relacions entre el pensament i l'acció. Passant per diversos punts, en un primer lloc el seu interès se centra en la integració de les ciències de la naturalesa i les ciències de l'esperit. En segon lloc, estudia la importància de la noció científica d'informació, entesa com alguna cosa immaterial però amb propietats estructurants, que reuneix a éssers vius en general, éssers humans i éssers artificials en un mateix grup. En tercer lloc dirigeix la seva atenció a l'estudi de la imatge del pensament, que defineix com un "pensament a esdevenir" per tant sense imatge.
"com a participació en el que el món és i no en el que necessitem que sigui"
i finalment s'apropa a les idees d'ètica, moral i d'acció. El subjecte ètic i moral de Simondon, és un subjecte que no atén al ?haver de ser?, ja que mai, és el mateix subjecte i ha de ser capaç de valorar i adaptar-se a cada situació.

### Principi
Simondon integra les dues vies per les quals pot ser abordada la realitat del Ser com a individu, el substancialisme i l'hilemorfisme, situant-se al punt comú ?el principi d'individuació?
"El principi d'individuació", té una llarga tradició filosòfica i es refereix a allò que fa d'un individu alguna cosa absolutament únic.
Simondon, integra esdevenir i singularitat en la seva teoria, atenent a les condicions en les quals l'individu s'individua, observant la totalitat de relacions que intervenen en aquest procés i no solament el producte d'aquesta individuació, de fet, per a ell no existeixen individus, que serien una interrupció de l'esdevenir, sinó realitats preindividuals, transindividuals o interindividuals, i és en aquest lloc on resideix la seva singularitat.
"La individuació és un fet, és per a cada àtom la seva pròpia existència donada, i per al compost el fet que ho és en virtut d'una trobada atzarosa" (G. Simondon, 2009)
Es pressuposa una successió temporal, en primer lloc existeix ?el principi d'individuació?, que intervé en una operació d'individuació de la qual resulta l'individu constituït, però relatiu.
"No hi ha Ser sinó Esdevenir, o Esdevenir de l'Ésser"
Cal considerar a l'Ésser, no com a substància, matèria, o forma, sinó com un sistema tibant, sobresaturat, per sobre del nivell de la unitat.
Una característica de l'ésser, és la seva capacitat de desfasar-se en relació amb si mateix i de resoldre's en aquest desfasament, fruit d'una incompatibilitat inicial rica en potencials que són font de futurs estats metaestables. A partir d'aquesta sobresaturació inicial l'ésser homogeni, aviat s'estructura i esdevé, conservant aquestes tensions i potencials en forma d'una estructura, i possibilitant noves individuacions.
"S'ha de considerar tota veritable relació com tenint rang de ser, i com desenvolupant-se a l'interior en una nova individuació"(G. Simondon, 2009)

### Nivells
La individuació es dona en tres nivells, Físic, Vital i psíquic-col·lectiu.
"Quan el ser preindividual s'individua, expressa la individuació i permet pensar-la, és doncs una noció metafísica alhora que lògica. Permet entendre les condicions sistèmiques de la individuació, la ressonància interna i la problemàtica psíquica. Lògicament pot ser emprada com una espècie de paradigmatisme analògic, per passar de la individuació física, a l'orgànica i d'aquesta a la individuació psíquica i finalment al transindividual subjectiu i objectiu" (G. Simondon, 2009)
"Els processos d'individuació psíquica es construeixen juntament amb els processos d'individuació col·lectiva, sobre un fons d'individuació vital que, al seu torn, es construeix sobre un fons d'individuació física" (G. Simondon, 1989)
Realitat i relativitat s'integren com dos aspectes de la individuació, ja que la individuació no és absoluta sinó que és una expressió de l'existència psicosocial de l'home, no obstant això malgrat aquesta relativitat, la individuació no és arbitrària, es lliga a un aspecte dels objectes que ella considera, evitant deixar de costat altres punts de vista, en els quals poden trobar-se els altres aspectes de la individuació.Per tant, la individuació és un conjunt de caràcters intrínsecs relacionats en primer sentit, en relació amb un conjunt de caràcters extrínsecs també relacionats.
No es pot distingir l'extrínsec de l'intrínsec, perquè l'individu de Simondon és relació activa, que s'inicia a partir d'un sistema de ressonància interna.

#### Individuació física
Per explicar la individuació en el nivell físic, Simondon pren com a exemple la gènesi del cristall. En el nivell físic, la ressonància interna caracteritza el límit de l'individu que s'està individuant, aquest individu físic aquesta actiu sol en la seva perifèria, solament en el seu límit, per la qual cosa no posseeix una veritable interioritat. El que és interior, és genèticament anterior i comporta un passat radicalment passat, tot i que aquest està creixent.
Tenint en compte que un gran nombre de fets de formació, de gènesi i de composició poden ser pensats segons l'esquema hilemòrfic, Simondon examina els seus fonaments per arribar a la següent conclusió:
" el que fa que un ser sigui el mateix, diferent de tots els altres, no és la seva matèria ni la seva forma sinó l'operació a través de la qual la seva matèria ha adquirit forma en un cert sistema de ressonància interna" (G.Simondon,1964)
Trobem en aquest punt l'aspecte fonamental de la individuació física; la individuació no està lligada a la identitat d'una matèria, sinó a una modificació d'estat.

#### Individuació dels éssers vivents
El ser vivent posseeix parcialment en si mateix el seu propi principi d'individuació que es converteix en principi d'una individuació posterior, és sempre un esdevenir entre dos individuacions, l'individuant i l'individuat estan en relació
En el domini del Vivent, existeix un ordre de ressonància interna més complex, que exigeix una comunicació permanent. Es dona una individuació a través de l'individu que resol problemes, no solament adaptant-se al mitjà sinó modificant la seva relació amb l'i modificant-se el mateix, creant noves estructures internes. L'individu vivent té una veritable interioritat. El seu interior és constituent, ja que aquestes transformacions es produeixen en el, en una xarxa d'informació.
"Aquesta mediació interior pot intervenir com a relleu en relació amb la mediació externa que realitza l'individu vivent, la qual cosa li permet al vivent poder comunicar un ordre de magnitud còsmica amb un ordre de magnitud infra-molecular" (G. Simondon, 1964)

#### Individuació psíquica-col·lectiva
El psiquisme i el col·lectiu són constituïts per individuacions que arriben després de la individuació vital.
"El psiquisme és persecució de la individuació vital en un ésser que, per poder resoldre la seva pròpia problemàtica, està obligat a intervenir el mateix com a element del problema a través de la seva acció, com a subjecte"(G. Simondon, 1989)